# Jakob Oftebro
Jakob Oftebro, född 12 januari 1986 i Oslo, är en norsk skådespelare. 
Oftebro är son till skådespelaren och TV-programledaren Nils Ole Oftebro. År 2004 blev han antagen till Statens Teaterhøgskole som skolans näst yngsta elev någonsin. Han etablerade sig genom biroller i filmerna Bara Bea och Max Manus. Därefter har han bland annat spelat i filmerna Kon-Tiki och Når dyrene drømmer, och TV-serierna Bron och Lilyhammer. Norska filminstitutet utsåg honom till sin Shooting star ("stjärnskott") för 2014.

## Filmografi
- 2004 – Bara Bea
- 2008 – Max Manus
- 2011 – Varg Veum - svarta får
- 2012 – Erövraren
- 2012 – Kon-Tiki
- 2012 – Resan till julstjärnan
- 2013 – Bron (TV-serie)
- 2013 – Lilyhammer (TV-serie)
- 2013 – Tyskungen
- 2013 – Victoria
- 2014 – 1864 (TV-serie)
- 2014 – Kraftidioten
- 2014 – Lev stærkt
- 2014 – Når dyrene drømmer
- 2015 – Skämmerskans dotter
- 2015 – Så ock på jorden
- 2016 – Flaskpost från P
- 2016 – Den sista konungen
- 2016 – Tordenskjold & Kold
- 2017 – Tom of Finland
- 2017 – Gisslantagningen (TV-serie)
- 2017 – Snömannen
- 2020–2022 – Hamilton (TV-serie)[9]
- 2020 – Brevet till kungen (TV-serie)
- 2021 – Drottning Margareta
- 2022 – Svart krabba
- 2024 – Stockholm Bloodbath
- 2025 – Stenbeck (TV-serie)